# زكاة الأنعام

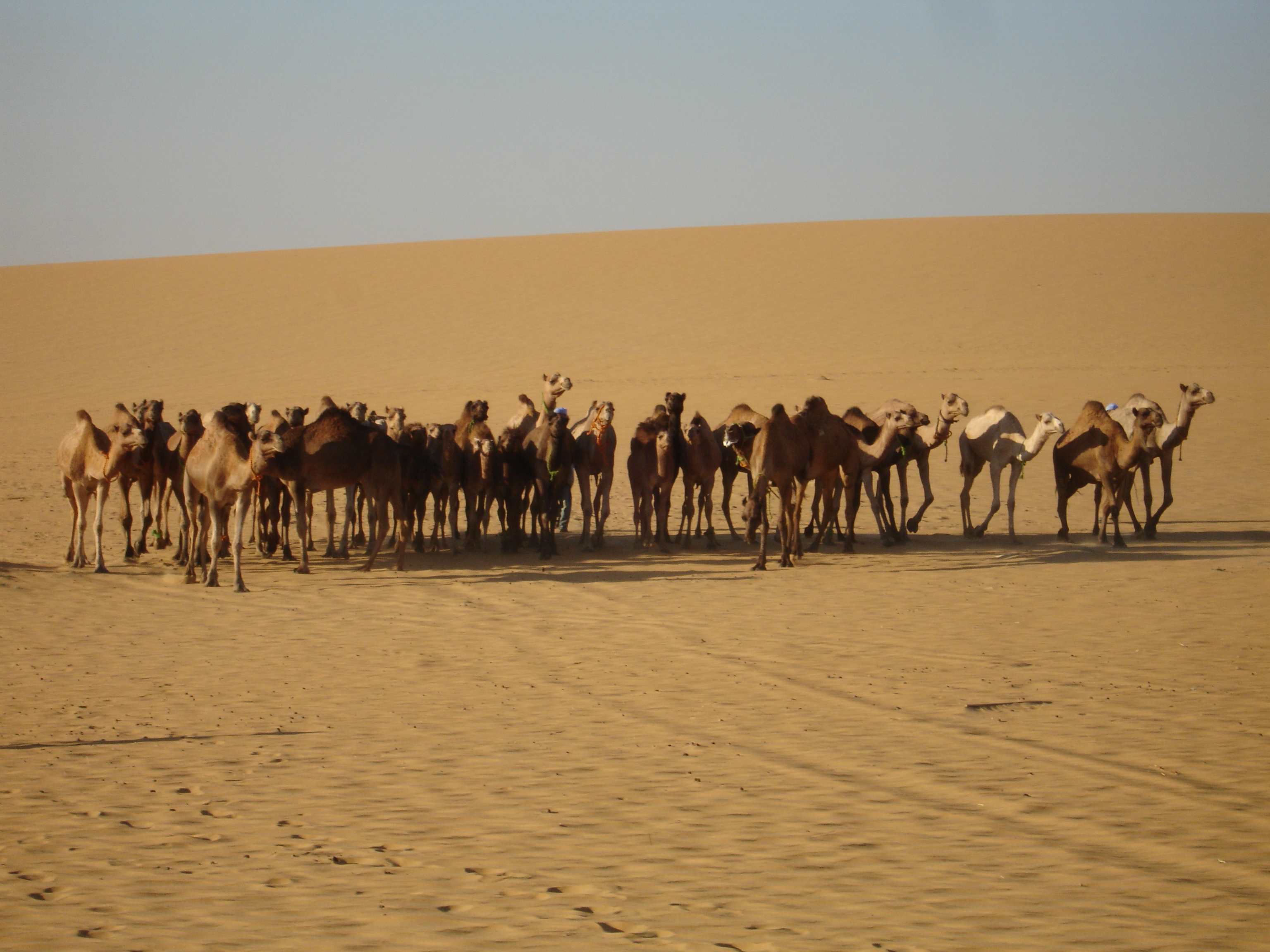
قطيع من الابل

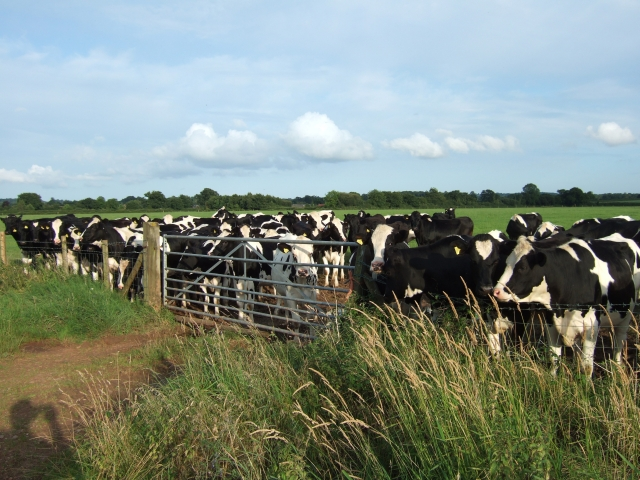
قطيع من البقر

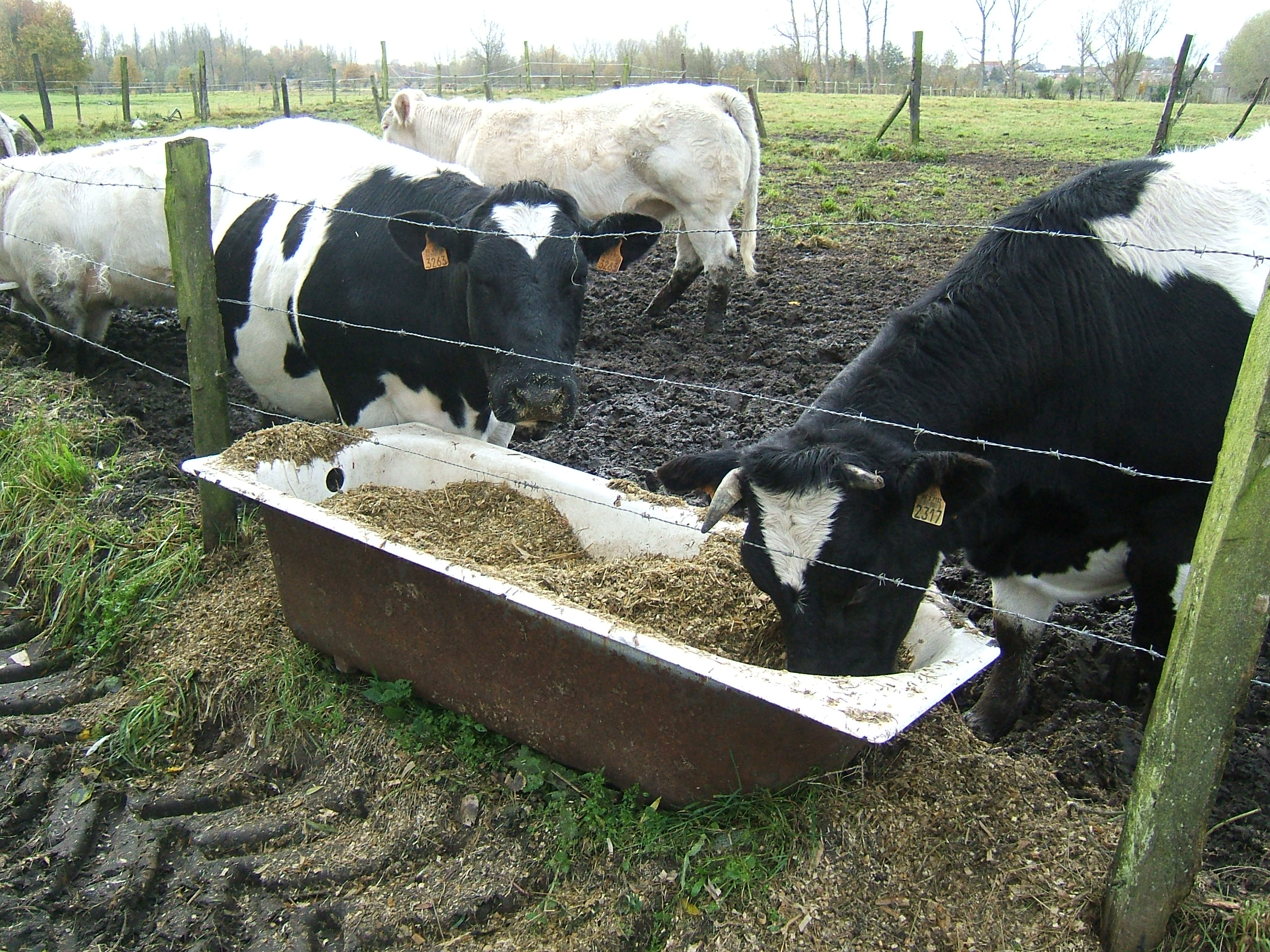
مزرعة أبقار

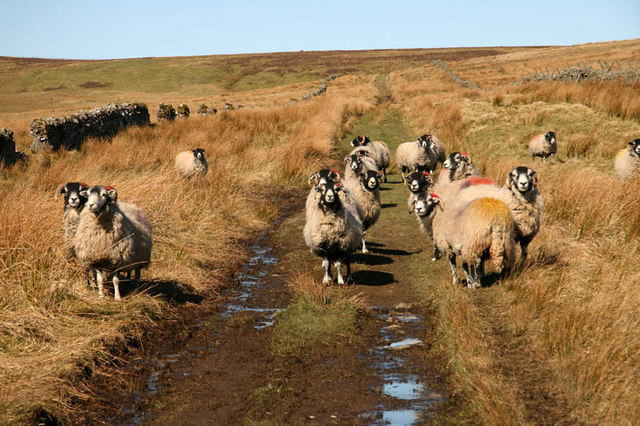
قطيع من الاغنام

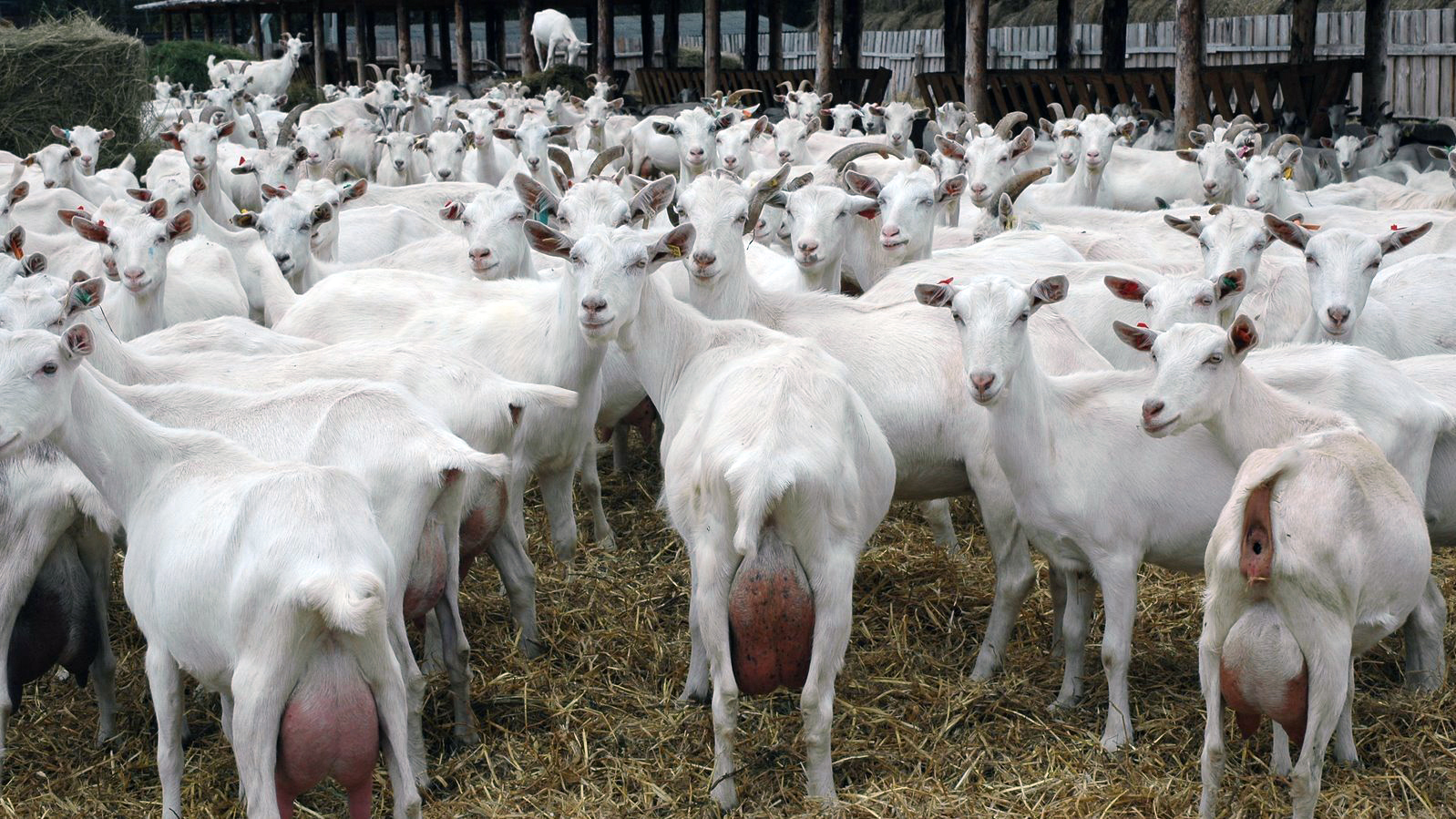
قطيع من الماعز

زكاة الأنعام أو زكاة النعم هي الزكاة الواجبة في المواشي من النعم، والنعم -بفتح النون- واحد الأنعام وهي المال الراعية، وجمع الجمع أناعيم، ويختص وجوب زكاة النعم بثلاثة أجناس وهي: الإبل والبقر والغنم (الضأن والماعز)، وهذه الأجناس الثلاثة تشمل: العربية وغيرها، فلا تجب الزكاة في الظباء ويشترط في وجوب زكاة النعم: أن تكون سائمة، عند الجمهور خلافا للمالكية، والسوم هو: الرعي في كلأ مباح، مثل رعيها من مرعى موقوف أو مسبل أو أذن مالكه بالرعي فيه، أما إذا علفها مالكها بالإنفاق عليها من ماله جميع الحول أو معظمه؛ فلا تجب عليه الزكاة. وأن يحول عليها الحول وهو مرور عام كامل. وأن تبلغ نصابا. قال ابن عابدين: السائمة هي: الراعية، وشرعا: المكتفية بالرعي المباح في أكثر العام لقصد الدر والنسل، ذكره الزيلعي، وزاد في المحيط والزيادة والسمن ليعم الذكور فقط، لكن في البدائع لو أسامها للحم فلا زكاة فيها كما لو أسامها للحمل والركوب ولو للتجارة ففيها زكاة التجارة ولعلهم تركوا ذلك لتصريحهم بالحكمين فلو علفها نصفه لا تكون سائمة فلا زكاة فيها للشك في الموجب.
تجب الزكاة في الأنعام وهي الإبل، والبقر وتشمل الجواميس، والغنم وتشمل الضأن والماعز.
تعرف الزكاة بأنها الجزء المخصص للفقير والمحتاج من أموال الغنى. والزكاة مشتقة في اللغة العربية من زكا والتي تعنى النماء والطهارة والبركة. فإخراج الزكاة طهرة لأموال المسلم وقربة إلى الله تعالى يزداد بها ومجتمعه بركة وصلاحا. فالزكاة طهرة للمجتمع من التحاسد والتباغض وعنصر هام لزيادة التواد والتكافل بين أفراد المجتمع المسلم.
الزكاة ركن من أركان الإسلام الأساسية وهي فريضة على كل مسلم تتوفر فيه شروطها فيجب عليه إخراجها لمستحقيها . وقد ورد لفظ الزكاة في القرآن الكريم مع الصلاة في أكثر من (80) آية.

## أدلة الأنعام الشرعية

### الأنعام في القرآن الكريم
| - قال تعالى في سورة الانعام: ﴿وَجَعَلُوا لِلَّهِ مِمَّا ذَرَأَ مِنَ الْحَرْثِ وَالْأَنْعَامِ نَصِيبًا فَقَالُوا هَذَا لِلَّهِ بِزَعْمِهِمْ وَهَذَا لِشُرَكَائِنَا فَمَا كَانَ لِشُرَكَائِهِمْ فَلَا يَصِلُ إِلَى اللَّهِ وَمَا كَانَ لِلَّهِ فَهُوَ يَصِلُ إِلَى شُرَكَائِهِمْ سَاءَ مَا يَحْكُمُونَ ۝١٣٦﴾ [الأنعام:136]. - قال تعالى في سورة الحج: ﴿لِيَشْهَدُوا مَنَافِعَ لَهُمْ وَيَذْكُرُوا اسْمَ اللَّهِ فِي أَيَّامٍ مَعْلُومَاتٍ عَلَى مَا رَزَقَهُمْ مِنْ بَهِيمَةِ الْأَنْعَامِ فَكُلُوا مِنْهَا وَأَطْعِمُوا الْبَائِسَ الْفَقِيرَ ۝٢٨﴾ [الحج:28]. - قال تعالى في سورة النحل: ﴿وَالْأَنْعَامَ خَلَقَهَا لَكُمْ فِيهَا دِفْءٌ وَمَنَافِعُ وَمِنْهَا تَأْكُلُونَ ۝٥﴾ [النحل:5]. - في سورة يس: ﴿أَوَلَمْ يَرَوْا أَنَّا خَلَقْنَا لَهُمْ مِمَّا عَمِلَتْ أَيْدِينَا أَنْعَامًا فَهُمْ لَهَا مَالِكُونَ ۝٧١﴾.﴿وَلَهُمْ فِيهَا مَنَافِعُ وَمَشَارِبُ أَفَلَا يَشْكُرُونَ ۝٧٣﴾ [يس:73]. |

### زكاة الأنعام في السنة المطهرة
| - قال ﷺ: «ما من رجل تكون له إبل أو بقر أو غنم لا يؤدي حقها، إلا أُتي بها يوم القيامة أعظم ما تكون وأسمنه، تطؤه بأخفافها، وتنطحه بقرونها، كلما جازت أخراها، ردت عليه أولاها حتى يقضى بين الناس»، رواه البخاري. |

- الأنعام هي أعظم الحيوانات نفعاً للإنسان، وقد بين الله عز وجل في القرآن الكريم منافعها لبني آدم.
- والله سبحانه يأمرنا بأن نقوم بواجب شكره تعالى على نعمته في تسخير الأنعام لنا، وأبرز مظاهر شكره جل على هذه النعمة إخراج الزكاة التي أوجبها فيها والتي بينت السنة النبوية المطهرة مقاديرها وحددت أنصبتها، كما ورهبت ترهيباً شديداً من منعها.

## شروط وجوب زكاة الأنعام

### أن تبلغ النصاب
و النصاب هو الحد الأدنى لما تجب فيه الزكاة، فمن كان لا يملك النصاب فلا تجب عليه الزكاة، لأن الزكاة تجب على من ملك النصاب، و نصاب الإبل خمس ليس أقل من ذلك زكاة، ونصاب الغنم أربعون ليس أقل من ذلك زكاة، ونصاب البقر ثلاثون ليس أقل من ذلك زكاة.

### أن يحول عليها الحول
أي أن يمضي على تملكها عام كامل من بدء الملكية، فلو لم يمض الحول على تملكها لم تجب فيها الزكاة لحديث علي رضي الله عنه عن النبي ﷺ قال: (ليس في مال زكاة حتى يحول عليه الحول) أخرجه أبو داود والبيهقي، والحكمة في اشتراط الحول أن يتكامل نماء المال.

### أن تكون سائمة وليست عاملة
ذهب الجمهور من الشافعية والحنفية والحنابلة إلى اشتراط السوم، وهو الرعي في الكلا المباح لبهيمة الأنعام، فإن كانت معلوفة فلا زكاة فيها لحديث الحاكم عن عمرو بن حزم (في كل خمس من الإبل السائمة شاه). واشترطوا أن لا تكون عاملة، فإن كانت عاملة لم تجب زكاتها، لحديث أبي داود عن علي بن أبي طالب أن النبي ﷺ قال: (ليس في البقر العوامل شيء).
وخالف في ذلك السادة المالكية، فأوجبوا الزكاة في المعلوفة كالسائمة والعاملة كغيرها.

## أنواع الأنعام التي تجب فيها الزكاة

### 1.نصاب الإبل ومقدار الزكاة فيها
يكون نصاب زكاة الإبل ومقدار الزكاة الواجبة فيها على النحو التالي:
| عدد الإبل                                   | القدر الواجب فيها                                                                                                  |
| ------------------------------------------- | --- |
| 1-4                                         | لاشيء فيها |
| 5-9                                         | 1 ( شاه ) |
| 10-14                                       | شاتان |
| 15-19                                       | 3 (شياه) |
| 20-24                                       | 4 (شياه) |
| 25-35                                       | بنت مخاض (هي أنثى الإبل أتمت سنة واحدة ودخلت في الثانية، سميت بذلك لأن أمها لحقت بالمخاض وهي الحوامل الثانية)      |
| 36-45                                       | بنت لبون (أنثى الإبل التي أتمت سنتين ودخلت في الثالثة، سميت بذلك لأن أمها تكون وضعت غيرها في الغالب وصارت ذات لبن) |
| 46-60                                       | حِقه (أنثى الإبل التي أتمت ثلاث سنين ودخلت الرابعة، سميت حِقة لأنها استحقت أن يطرقها الفحل)                          |
| 61-75                                       | جذعة (أنثى الإبل التي أتمت أربع سنين ودخلت في الخامسة)                                                             |
| 76-90                                       | بنتا لبون |
| 91-120                                      | حقتان |
| 121-129                                     | ثلاث بنات لبون |
| 130-139                                     | حقة + بنتا لبون |
| 140-149                                     | حقتان + بنتا لبون                                                                                                  |
| 150-159                                     | ثلاث حقاق |
| 160-169                                     | أربع بنات لبون |
| 170-179                                     | ثلاث بنات لبون + حقة                                                                                               |
| 180-189                                     | بنتا لبون + حقتان                                                                                                  |
| 190-199                                     | ثلاث حقاق + بنت لبون                                                                                               |
| 200-209                                     | أربع حقاق أو خمس بنات لبون                                                                                         |
| ثم في كل أربعين بنت لبون، وفي كل خمسين حقة. | |

### 2.نصاب البقر ومقدار الزكاة الواجبة فيها
يكون نصاب زكاة البقر ومقدار الزكاة الواجبة فيها على النحو التالي:
| عدد البقر                                                           | القدر الواجب فيها                                            |
| ------------------------------------------------------------------- | ------------------------------------------------------------ |
| 1-29                                                                | لاشيء فيها                                                   |
| 30-39                                                               | تبيع (ما أتم من البقر سنة ودخل في الثانية، ذكراً كان أو أنثى) |
| 40-59                                                               | مسنة (أنثى البقر التي أتمت سنتين ودخلت في الثالثة)           |
| 60-69                                                               | تبيعان أو تبيعتان                                            |
| 70-79                                                               | مسنة + تبيع أو تبيعة                                         |
| 80-89                                                               | مسنتان                                                       |
| 90-99                                                               | ثلاث أتبعة                                                   |
| 100-109                                                             | مُسنة + تبيعان أو تبيعتان                                     |
| 110-119                                                             | مسنتان + تبيعان أو تبيعتان                                   |
| 120-129                                                             | ثلاث مسنات أو أربعة أتبعة                                    |
| وهكذا ما زاد عن ذلك في كل ثلاثين تبيع أو تبيعة، وفي كل أربعين مسنة. |                                                              |

و الجواميس صنف من أصناف البقر يضمها مالكها إلى ما عنده من البقر ويخرج بنفس المقدار.

### 3.نصاب الغنم ومقدار الزكاة فيها
يكون نصاب زكاة الغنم، ومقدار الزكاة الواجبة فيها على النحو التالي:
وهكذا ما زاد عن ذلك ففي كل مائة شاة واحدة.
| عدد الغنم | القدر الواجب فيها                    |
| --------- | ------------------------------------ |
| 1-39      | لاشيء فيها                           |
| 40-120    | شاه واحدة (أنثى الغنم لا تقل عن سنة) |
| 121-200   | شاتان                                |
| 201-399   | ثلاث شياه                            |
| 400-499   | أربع شياه                            |
| 500-599   | خمس شياه                             |

## الأنعام المعدة للتجارة
تعامل الأنعام المعدة للتجارة معاملة عروض التجارة وتحسب زكاتها بالقيمة لا بعدد الروؤس المملوكة. ولكن إن كان ما عند المالك من الأنعام ما لا تبلغ قيمتها نصاباً من النقد وبلغ نصاباً بالعدد، فيخرج زكاتها كسائر الأنعام التي ليست للتجارة بالمقادير المبينة آنفاً.

### مبادئ عامة
- 1. يخرج المزكي الوسط من الأنعام في الزكاة ولا يلزمه أن يخرج خيار المال ولا يقبل من ردئيه، ولا تؤخذ المريضة ولا الهرمة وتحسب الصغار مع الكبار.
- 2. يجزئ في زكاة الأنعام الإخراج من جنس الأنعام التي عند المزكي ولا يجوز إخراج القيمة عند الجمهور ويجوز عند أبي حنيفة وهو الذي نرجحه لأنه الأيسر للمزكي وصندوق الزكاة.
- 3. لا تجب الزكاة في شئ من الحيوان غير الأنعام إلا أن تكون للتجارة وتعامل معاملة عروض التجارة.
- إذا تخلف أحد شروط وجوب الزكاة كالنصاب مثلا، فللمالك أن يخرج ما تطيب به نفسه وإن لم يجب عليه، ويكون عليه من صدقة التطوع، وله أن يخرج في زكاة الأنعام سناً أعلى من السن الواجبة فإن طابت نفسه بذلك وإلا أخذ جبراناً من عامل الزكاة، أو مستحقيها الذين يسلمها لهم .[6]
- على هذه الأعداد والمقادير انعقد الإجماع (نقل هذا الإجماع ابن المنذر والنووي كما في المجموع: 5/400، وأبو عبيد كما في الأموال صفحة 363، وابن قدامة في المغني، والسرخسي في المبسوط، والعيني وغيرهم انظر المدعاة: 3/49)،
- إلا رواية رويت عن علي - رضي الله عنه - أن في خمس وعشرين خمس شياه (بدل بنت مخاض) فإذا بلغت ستًا وعشرين ففيها بنت مخاض (المجموع: 5/400، وقال النووي: احتج له بحديث جاء عن عاصم بن ضمرة عن علي مرفوعًا وهو متفق على ضعفه ووهائه - نفسه).
- قال ابن المنذر: أجمعوا على أن في خمس وعشرين بنت مخاض، ولا يصح عن علي ما روي عنه فيها، وأجمعوا على أن مقدار الواجب فيها إلى مائة وعشرين على ما في حديث أنس (المرجع نفسه).

وأما ما زاد على مائة وعشرين فالقول المعمول به عند الأكثر (خالف في ذلك الحنفية والنخعي والثوري

## صور الانعام

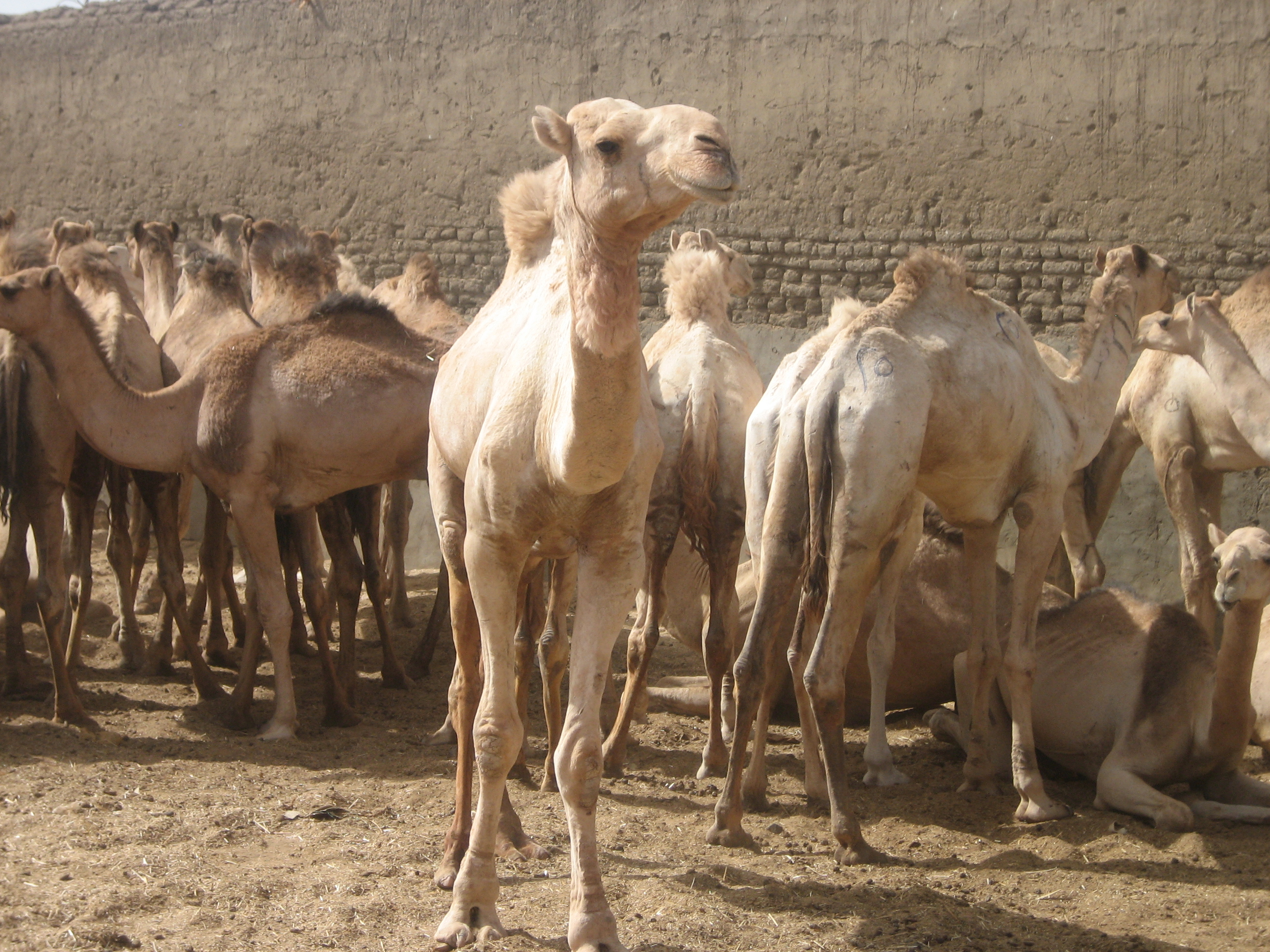
الإبل
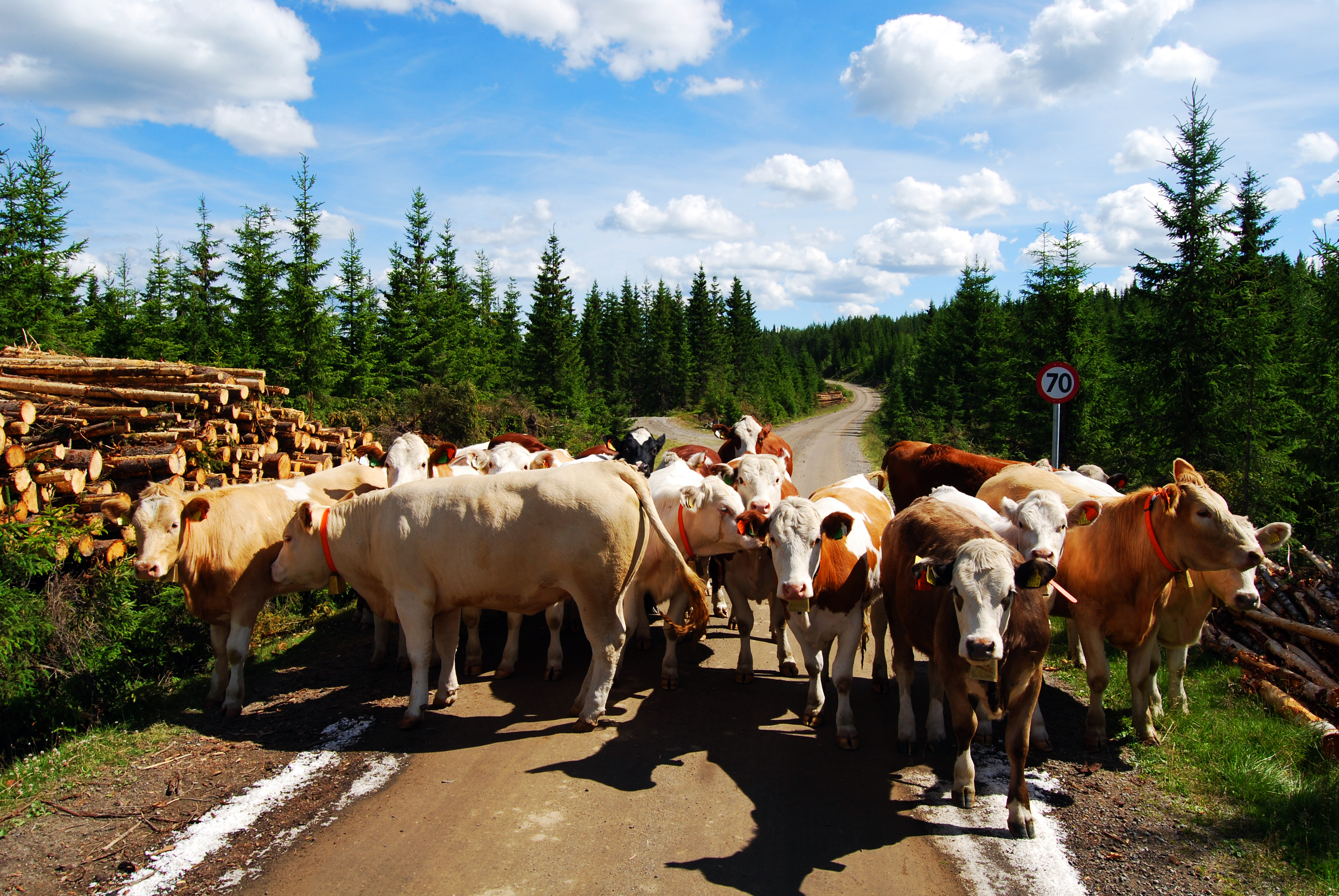
الابقار
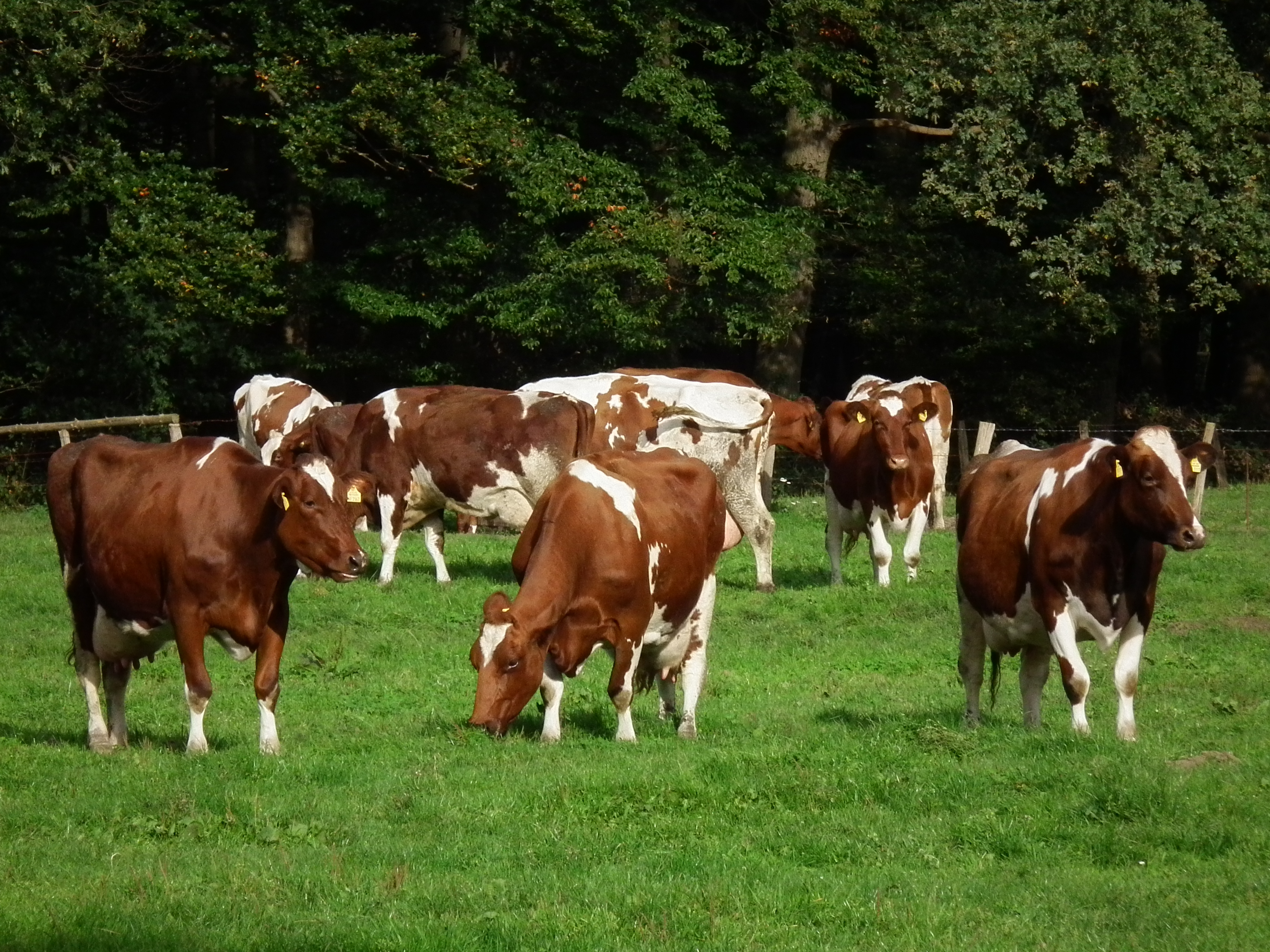
ابقار في المرعى
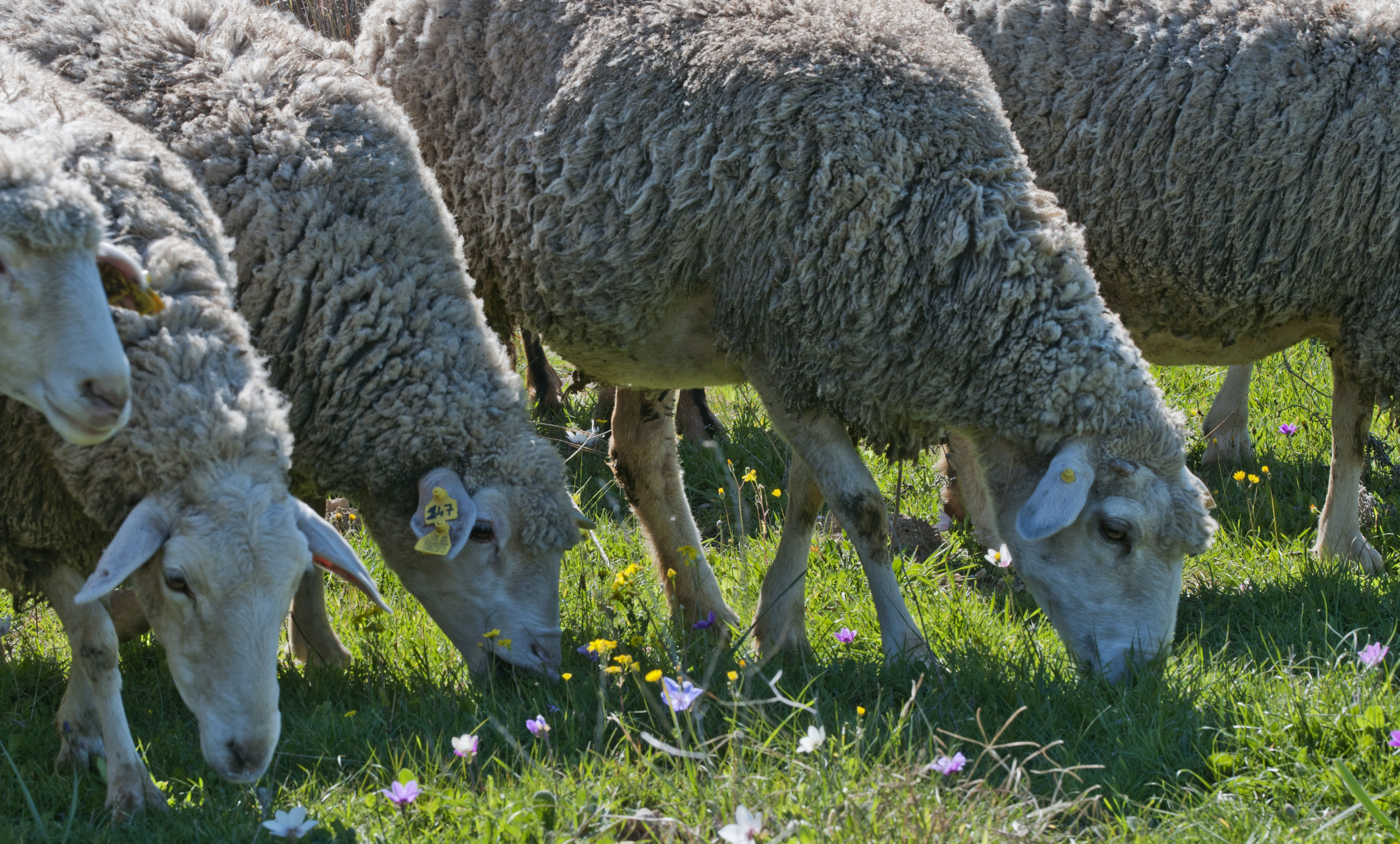
الاغنام
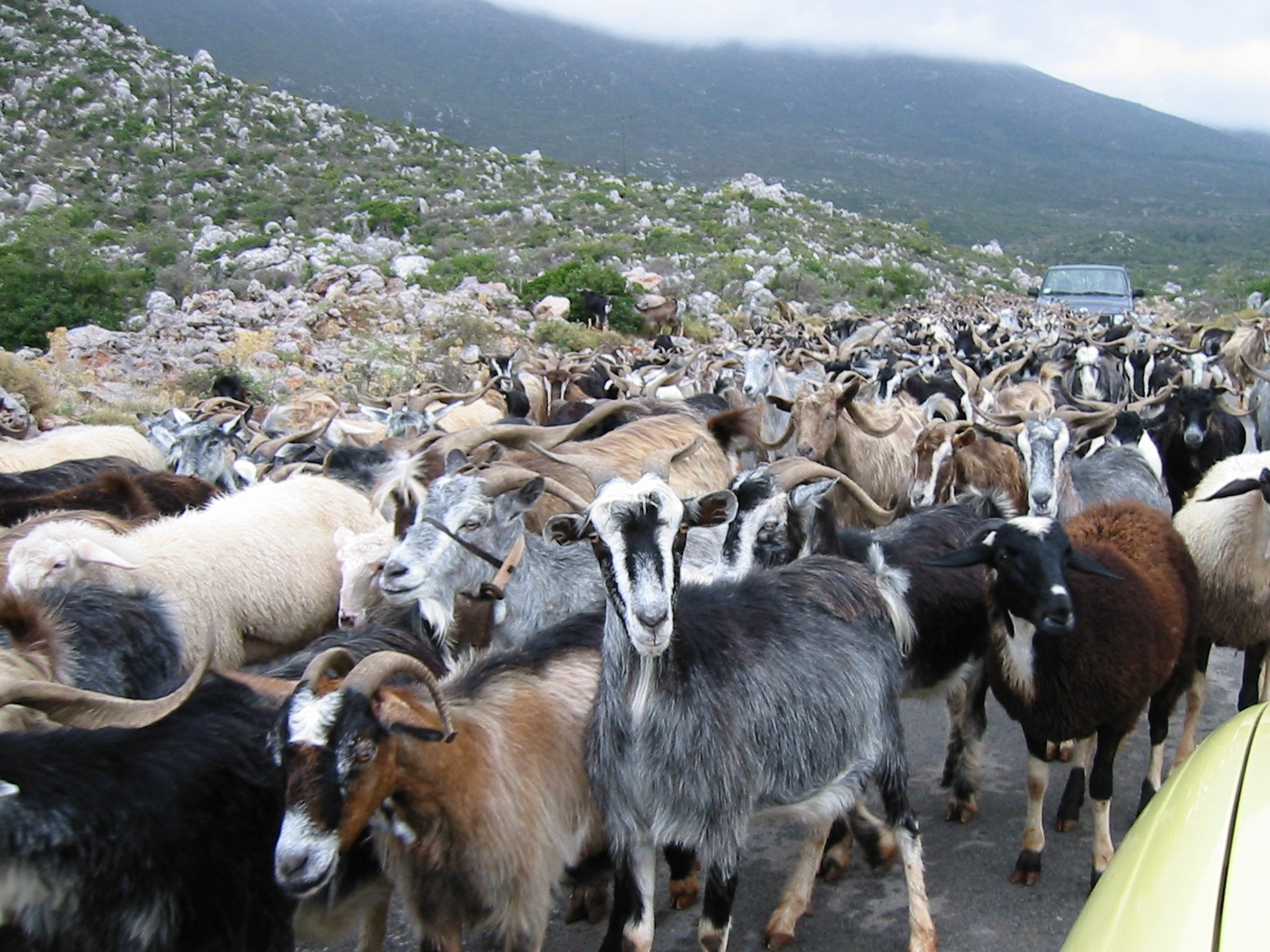
الماعز
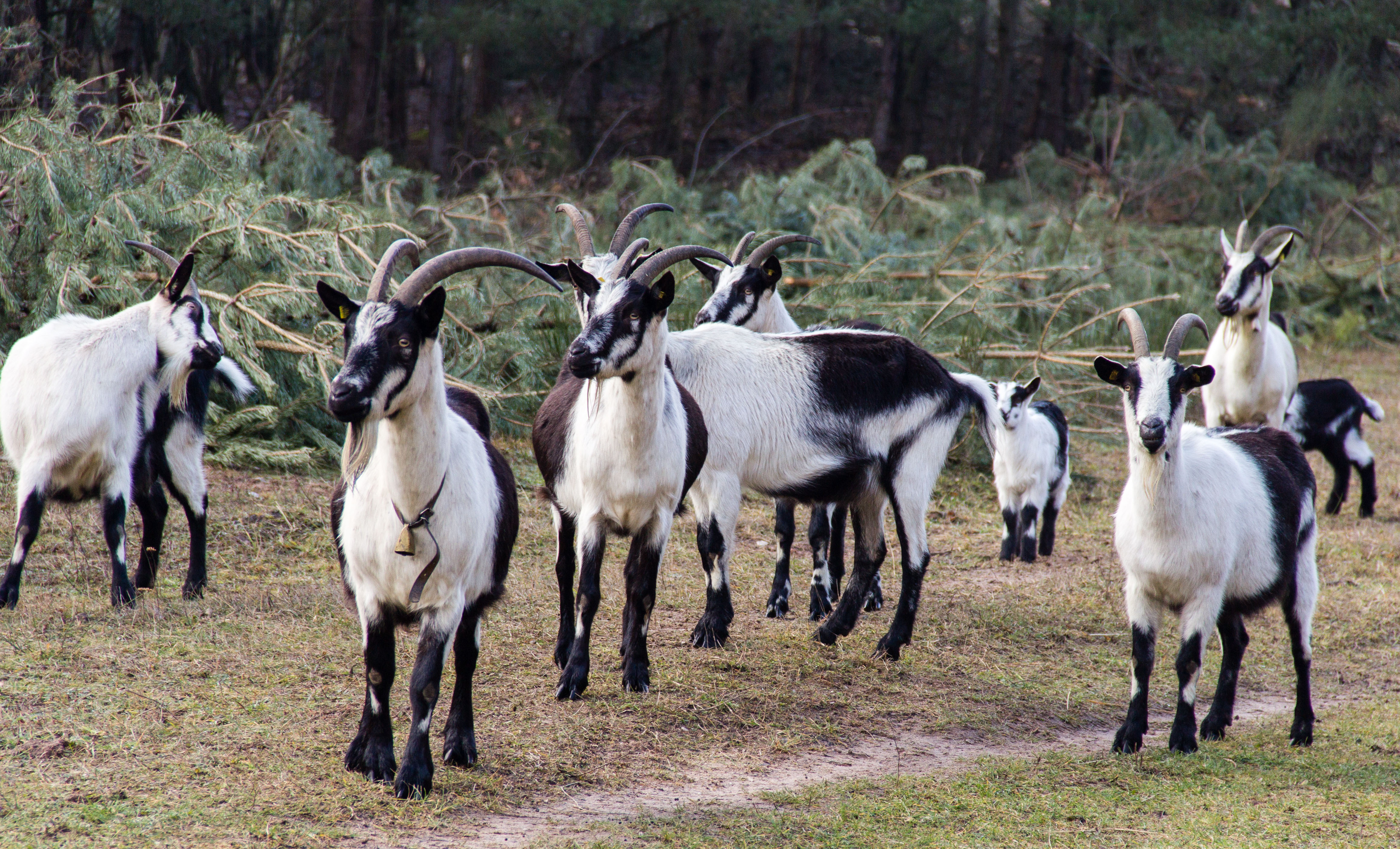
ماعز في المرعى